# Papoušek konžský
Papoušek konžský (Poicephalus gulielmi) je papoušek z rodu Poicephalus, stále častěji chovaný ve voliérách i v domácnostech jako domácí mazlíček.

## Vzhled
Tento dlouhokřídlý papoušek je zbarven různými odstíny zelené, od světlé po temně olivovou. Čelo, temeno, holenní peří a lemování křídel je oranžové nebo červené (podle poddruhu), uzdička je černá, záda a křídla hnědavě černá s širokým zeleným okrajem. Ocasní péra jsou hnědavě černá. Horní čelist zobáku je z 1/3 rohovinově světlá, zbytek je šedočerný; spodní část zobáku je tmavá. Mezi samcem a samicí neexistuje žádný pohlavní dimorfismus, spolehlivé určení pohlaví je možné pouze endoskopicky či analýzou DNA. Mláďata jsou převážně zelená; červené a oranžové znaky jim chybí.

## Poddruhy
Papoušek konžský se vyskytuje ve třech základních poddruzích:
- Papoušek konžský středoafrický, Poicephalus gulielmi gulielmi („velká forma“). Dorůstá délky 28 cm. Znaky na čele, křídlech a nohou jsou červené nebo červenooranžové.
- Papoušek konžský západní, Poicephalus gulielmi fantiensis („malá forma“). Délka je kolem 26 cm, barevné znaky jsou jasně oranžové.
- Papoušek konžský východní, Poicephalus gulielmi massaicus. Dosahuje délky 28 cm. Červené znaky jsou málo výrazné (na nohou i křídlech většinou chybí). Tento druh se k nám téměř nedováží.

## Výskyt
Papoušek konžský obývá vlhké deštné lesy střední Afriky (Kamerun, Středoafrická republika, severní Angola, Keňa, severní Tanzanie, Libérie). Vyskytuje se v nížinných údolích i horských krajích až do výšky 3 500 m n. m. Tento papoušek netvoří velká hejna; žije převážně v párech nebo menších rodinných skupinách. Jako většina dlouhokřídlých papoušků umí dobře létat a za potravou se často vydává i několik desítek kilometrů. V místě jeho přirozeného výskytu není bezprostředně ohrožen vyhubením; v Česku se na něj proto nevztahuje registrační povinnost.

## Potrava
Ve volné přírodě se tento papoušek živí různými semeny, ořechy, bobulemi a ovocem.

## Hnízdění
Papoušci konžští dovezení do Česka hnízdí ve dvou obdobích: listopadu až lednu a květnu až červenci. Samice snáší 2-4 bílá vejce. Mláďata se líhnou po 28 dnech, hnízdo pak opouštějí ve stáří 10-11 týdnů, přičemž ještě další tři týdny je rodiče přikrmují.